# 瑞興銀行
瑞興銀行（ずいこうぎんこう）は、台湾の台北市大同区に本社のある商業銀行である。

## 歴史
前身は日本統治時代の1917年に、台北の大稲埕城隍廟前街28番地（現在の迪化街付近）に設立した「台北稻江信用組合」である。1947年、商号を「台北市第一信用合作社」に変更し、本社を台北市延平北路二段に移転した。2007年7月1日に商業銀行へ昇格したのに伴い、「稻江商業銀行」となった。2009年1月1日、行名を大台北銀行に変更した。当初は台北一信の流れをそのまま引き継いでいたため、店舗網は台北市内のみであったが、2009年1月5日に、台北県中和市へ市外に初めの店舗として、中和分行を開設した。大台北銀行の行名に対して、元台北銀行の流れを汲む台北富邦銀行から訴訟を起こされ、最高法院で敗訴したため、2013年10月21日、行名を瑞興銀行に変更した。英語名称については変更されていなかったが、2016年5月30日、「Taipei Star Bank」に変更した。